# George N. Briggs
George N. Briggs (12 avril 1796 - 11 septembre 1861) est un homme politique américain. Il est gouverneur du Massachusetts sous l'étiquette whig de 1844 à 1851.